# Otto Lange
Pour les articles homonymes, voir Lange.
Otto Lange, né le 29 octobre 1879 et mort le 19 décembre 1944 à Dresde, est un peintre expressionniste allemand.

## Biographie
Après un apprentissage en tant que décorateur, il étudie à la Kunstgewerbeschule de Dresde. À partir de 1919, il fait partie de la Sécession dresdoise d'Otto Dix et de Conrad Felixmüller ; ce dernier tente en vain de le convaincre de rejoindre le Parti communiste d'Allemagne. Il enseigne ensuite à l'École de l'industrie dextile de Plauen.
Après l'arrivée au pouvoir du parti nazi, il est exclu de toute activité professorale, et dénoncé comme artiste de l'art dégénéré. Deux de ses œuvres figurent dans l'exposition nazie de 1937. Il travaille alors jusqu'à sa mort comme graphiste indépendant.

## Œuvres

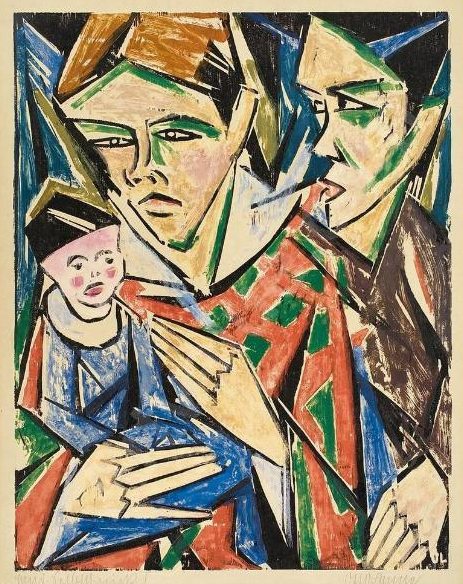
Fille à la poupée, 1917.
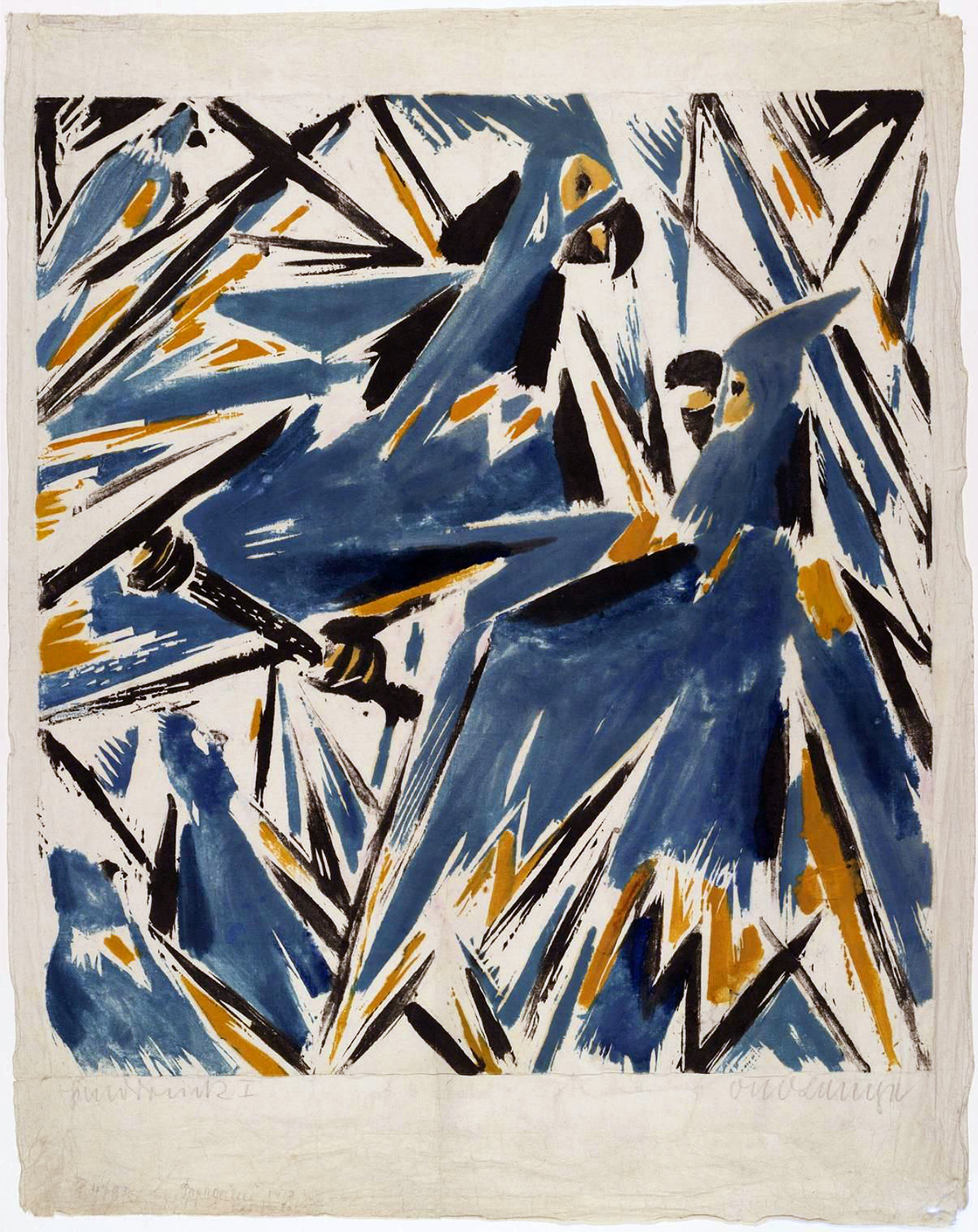
Perroquets, 1917.
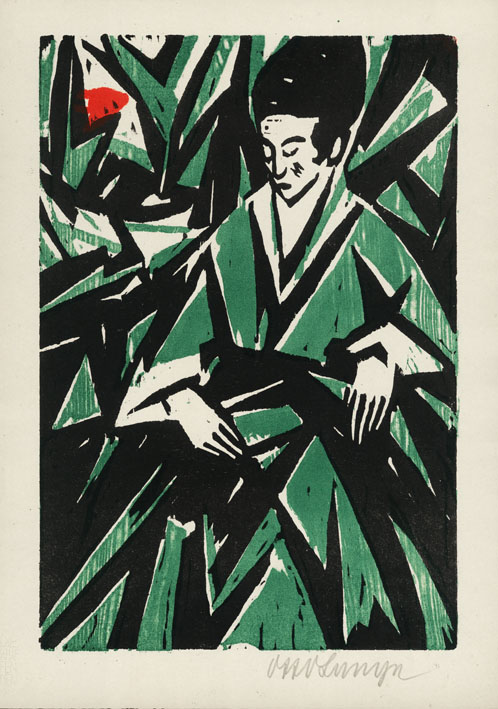
Dame en vert, 1918.
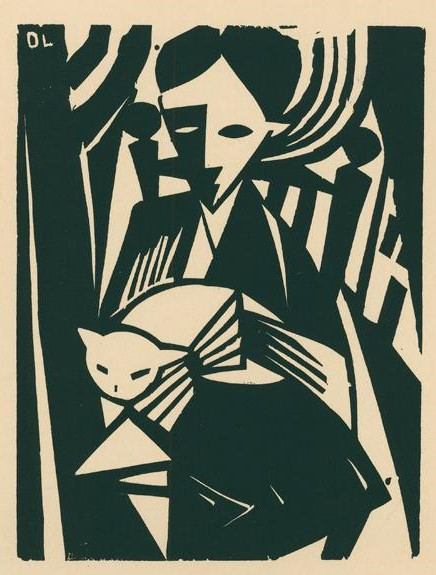
Femme avec chat, 1919.